# Давенпорт (Вашингтон)
Давенпорт (енгл. Davenport) град је у америчкој савезној држави Вашингтон. По попису становништва из 2010. у њему је живело 1.734 становника.

## Демографија
Према попису становништва из 2010. у граду је живело 1.734 становника, што је 4 (0,2%) становника више него 2000. године.
| Група             | 2000.         | 2010.         |
| Белци             | 1.653 (95,5%) | 1.627 (93,8%) |
| Афроамериканци    | 5 (0,3%)      | 1 (0,1%)      |
| Азијати           | 0 (0,0%)      | 2 (0,1%)      |
| Хиспаноамериканци | 39 (2,3%)     | 46 (2,7%)     |
| Укупно            | 1.730         | 1.734         |